# 佐藤助九郎 (11代)
11代 佐藤 助九郎（さとう すけくろう、1870年9月22日（明治3年8月27日） - 1931年（昭和6年）10月30日）は、明治時代後期から大正時代の政治家、銀行家、実業家。貴族院多額納税者議員。旧姓・北村、旧名・尭春。

## 経歴
越中国新川郡、のちの富山県上新川郡大森村（中新川郡大森村、雄山町を経て現立山町）の北村家に生まれ、10代佐藤助九郎の養子となり前名尭春を改め襲名する。1903年（明治36年）東砺波郡柳瀬村長に就任。ほか、東砺波郡会議員、同議長などを歴任する。さらに戸出貯金銀行、中越銀行各取締役、富山県農工銀行、高岡共立銀行各監査役などを務める。
1909年（明治42年）から片貝川、小牧、猪苗代、祖山などの水力発電所工事に関与。1911年（明治44年）には富山県多額納税者として貴族院議員に互選され、同年9月29日から1914年（大正3年）8月20日まで在任した。1931年（昭和6年）佐藤組を株式会社佐藤工業に改組した。また茶道薮内流に親しみ、柳汀の号で俳句も能くした。

## 親族
- 前妻・まつい - 先代佐藤助九郎の長女[6]
- 後妻・幾世 - 陶芸研究家・原文次郎（1870－1931）の妹[7][8]
- 長女 多美（3代高広次平の妻）[9]
- 二男 佐藤助九郎 (12代)（旧名・健太郎、貴族院多額納税者議員）[10]
- 二女 登美（藤波収の妻）[9]